# Matthias Epple

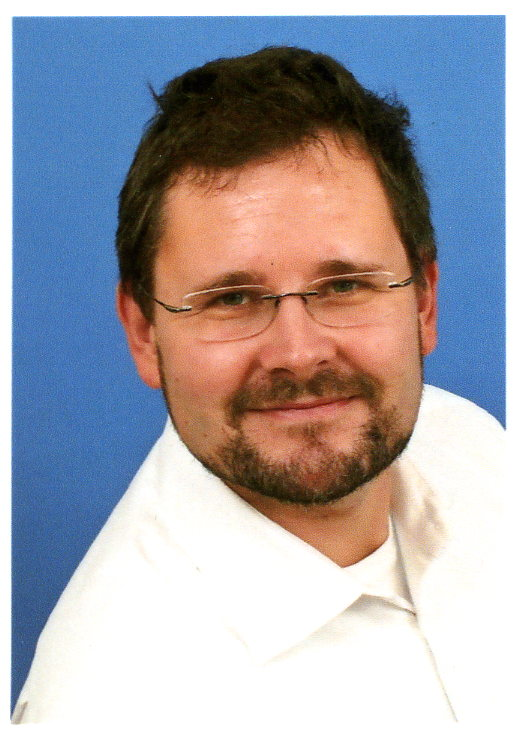
Matthias Epple (2010)

Matthias Christian Epple (* 2. Januar 1966 in Reutlingen) ist ein deutscher Chemiker und Professor an der Universität Duisburg-Essen.

## Lebenslauf
Nach seinem Abitur in Wolfsburg (Buchpreis des „Fonds der Chemischen Industrie“ als bester Chemieabsolvent des Abiturjahrgangs 1984) studierte Matthias Epple an der TU Braunschweig Chemie (Diplom 1989). Mit einem Promotionsstipendium des „Fonds der Chemischen Industrie“ verfasste er anschließend unter Anleitung von Heiko K. Cammenga eine Dissertation über Festkörperreaktionen und fest-fest-Phasenumwandlungen mit zeit- und temperaturaufgelöster Röntgenpulverdiffraktometrie, mit der er 1992 zum Doktor der Naturwissenschaften (Dr. rer. nat.) promoviert wurde.
Mit einem Postdoktorandenstipendium der Deutschen Forschungsgemeinschaft (DFG) arbeitete er 1993 bei John C. Berg am Department of Chemical Engineering der University of Washington in Seattle, USA. Anschließend forschte er mit einem Habilitationsstipendium der DFG bei Armin Reller am Institut für Anorganische und Angewandte Chemie der Universität Hamburg über Festkörperreaktionen organischer und metallorganischer Verbindungen, womit er sich 1997 habilitierte.
Seit 2003 ist er Professor für Anorganische Chemie, von 2004 bis 2008 war er Studiendekan und von 2008 bis 2011 Dekan des Fachbereichs Chemie an der Universität Duisburg-Essen in Essen.
Matthias Epple ist verheiratet und hat vier Kinder.

## Auszeichnungen und Preise
- 2004: Fellow of the Program for the Invitation of Foreign Scientists to Japanese Institutes by the Japanese Association for the Advancement of Medical Equipment (JJAME Fellowship)
- Heisenberg-Stipendium der Deutschen Forschungsgemeinschaft (DFG)
- Heinz Maier-Leibnitz-Preis der Deutschen Forschungsgemeinschaft (DFG) (1998).
- 1995: Netzsch-GEFTA-Förderpreis der Gesellschaft für Thermische Analyse

## Schriften
- Biomaterialien und Biomineralisation. Eine Einführung für Naturwissenschaftler, Mediziner und Ingenieure, Wiesbaden 2003, ISBN 3-519-00354-6